# Sturmius Fischer

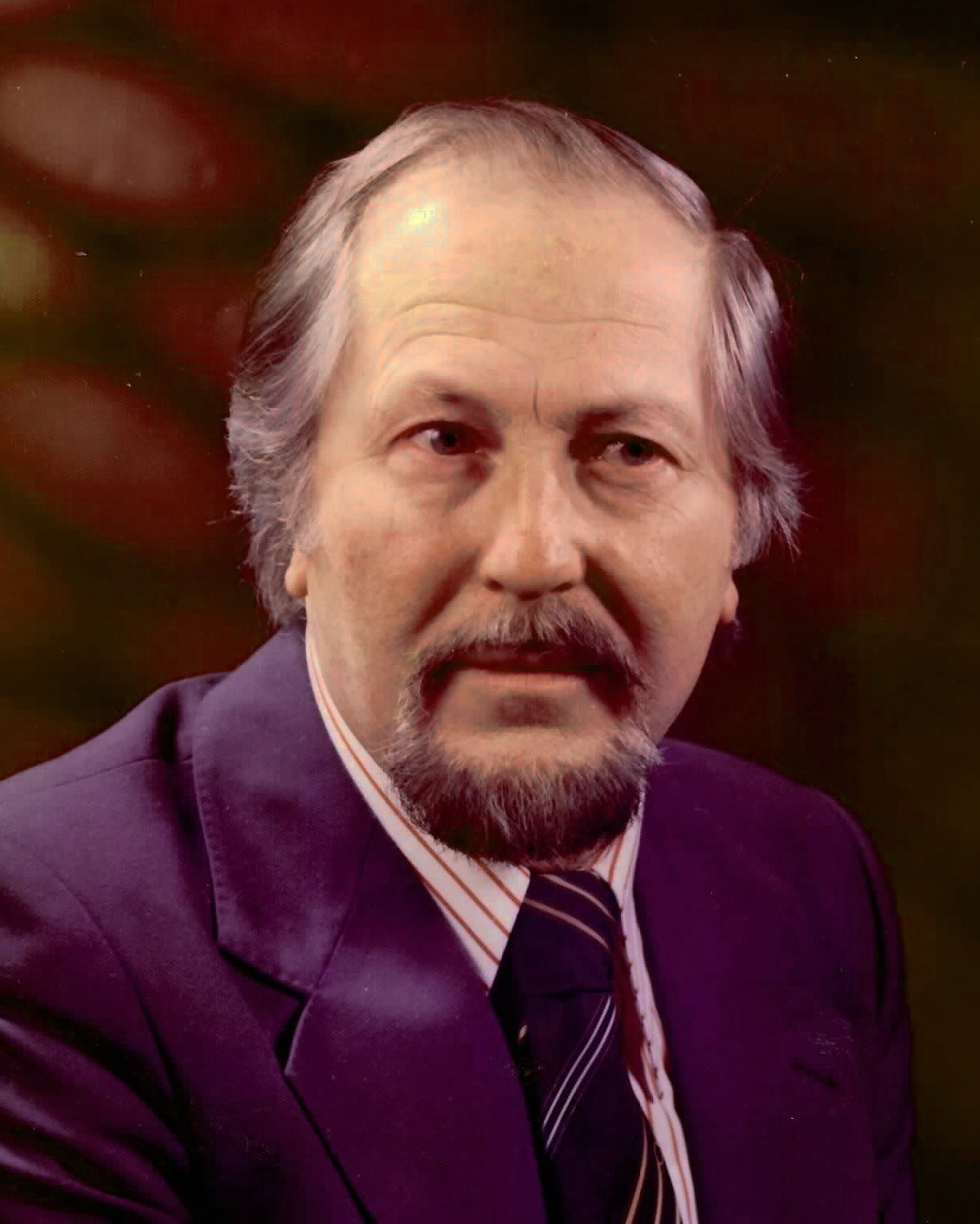
Sturmius Fischer, 1980

Sturmius Fischer (* 18. Februar 1923 in Steinau; † 21. Januar 2007 in Heusenstamm) war ein deutscher Schriftsteller und Hörspielautor. 1982 wurde sein Hörspiel Becca kommt wieder von der Akademie der darstellenden Künste zum Hörspiel des Monats gewählt.

## Leben

### Beruflicher Werdegang
Sturmius Fischer – genannt „Sturmi“ –  wurde als fünftes Kind einer Lehrerfamilie in Steinau bei Fulda geboren. Der seltene Vorname Sturmius stammt vom Gründer und ersten Abt des Klosters Fulda.
Sein Vater Georg Leonhard Fischer (1881–1933), ein gebürtiger Offenbacher, war Lehrer an einer Schule in Steinau (von 1901 bis 1929) und Heimatdichter. 1929, als Sturmius Fischer sechs Jahre alt war, trat sein Vater, der in seiner Freizeit Theaterstücke schrieb, eine Stelle als Konrektor im Freigerichter Ortsteil Somborn an, die er bis zu seinem Tod 1933 innehatte. In Somborn spielt auch die Geschichte von Rebecca Löwenstein, der Titelfigur des 1982 prämierten Hörspiels „Becca kommt wieder“.
Am 15. März 1941 bestand Sturmius Fischer die Reifeprüfung.
An der Volksschule in Somborn begann Sturmius Fischer nach dem Krieg seine berufliche Karriere. Seine eigentliche Berufung sah er später in seiner Tätigkeit als Sonderschullehrer.
1969 übernahm Sturmius Fischer die Schulleitung der Pestalozzi-Schule in Offenbach am Main. Beim Umzug in neue Räumlichkeiten in den Stadtteil Lauterborn 1979 wurde die Schule nach dem ersten Rektor der alten Offenbacher „Hilfsschule“ in „Ludwig-Dern-Schule“ umbenannt. Fast 20 Jahre leitete Sturmius Fischer die Ludwig-Dern-Schule als Direktor. Am 21. Juli 1988 verabschiedete er sich als 65-Jähriger aus dem Schuldienst und trat in den Ruhestand. Bis 1988 leitete er auch als begeisterter Fußballer die Schulmannschaften.

### Schriftstellerisches Schaffen
Bekannt geworden ist er durch sein zweites Hobby. In seiner Freizeit verfasste er Hörspiele über historische Persönlichkeiten und lokalgeschichtliche Ereignisse, die von den ARD-Sendern ausgestrahlt wurden. 1982 wurde sein Hörspiel Becca kommt wieder zum Hörspiel des Monats gewählt.
Der Hessische Rundfunk schreibt in der Hörspiel-Information Sommer 1983:
„In einer Reihe historischer Episoden beschreibt der in Offenbach am Main lebende Autor Sturmius Fischer, Leiter einer Schule für lernbehinderte Kinder, nach tatsächlichen Begebenheiten den Lebensweg des Armenhäuslers Sebastian und der reichen, aber behinderten Becca von der Mitte der zwanziger Jahre bis in die Nachkriegszeit.“
Auch mit dem ehemaligen Namenspatron der Schule setzte sich Sturmius Fischer auf literarische Weise kritisch auseinander. In seinem Hörspiel „Retter der Armen“ stellt er den Schulreformer Johann Heinrich Pestalozzi (1746–1827) als menschenverachtenden Egozentriker dar:
„Er redet von den armen Leuten, als stünde er mit ihnen auf du und du, aber er redet nicht mit ihnen. Er schlägt Kinder und küsst sie gleich wieder. Er kleidet sich wie ein Clochard, lebt wie ein Mönch und übertrifft als Hofherr die Gutsbesitzer an Aufwand.“ So gegensätzlich beschreibt Fischer den Pädagogen Pestalozzi, die Hauptfigur seines Hörspiels „Retter der Armen“. Pestalozzi habe sich die Erziehung des „armen Volkes“ zur Lebensaufgabe gemacht. 1769 gründete der Schweizer das Gut Neuhof bei Birr im Aargau, 1775 wandelte er es in eine Erziehungsanstalt für arme Kinder um. Hier versuchte er, ihnen eine Grundbildung zu geben. Fischers Hörspiel beschäftigt sich in kritischer Weise mit dieser Zeit. Das Hörspiel endet mit dem Scheitern des Projekts 1779, als Pestalozzi die Kinder „mit einer ans Herz greifenden Rede“ fortschicken musste.

## Werke
Erzählungen
- Die Freigerichter Brautfahrt. Jahrbuch 1990, Gelnhausen
- Wo die Sonne untergeht. Lesung Südwestfunk Mainz, 1966

Jugendbücher
- Bernhard und Bernhardine. Raab Verlag, Rodenbach 1965
- Kneifen gilt. Engelbert Verlag, Balve, 1967

Theaterstücke für die Jugend
- Zu schönes Wetter in Schilda. Thienemann, Theaterverlag Stuttgart, 1970
- Das Messer mit dem Hirschhorngriff

Lesehefte
Hirschgraben Verlag, Frankfurt 1969–1973:
- Herrscher und Lenker
- Himmel und Erde
- Über der Erde
- Nach der Schule

Hörspiele
- Das alte Haus von Gandershofen. SWF Mainz 1962, 1964
- Im schönsten Wiesengrunde. Österr. Rundfunk Wien 1967
- Zoll und Haben. Südwestfunk Mainz 1967
- Der Deibel im Amt. Saarländischer Rundfunk 1968, 1970
- Geschlossene Station. Südwestfunk Mainz 1970, 1972
- Ein Meister fällt vom Himmel. Südwestfunk Mainz 1968
- Das Herbstgedicht. Saarländischer Rundfunk 1970, 1972
- Anrüchigkeit allerorten. Südwestfunk Mainz 1969, 1973
- Totschlag in der Fahrgasse. Südwestfunk Mainz 1966; SWF Baden-Baden 1968, Schweizer Drahtfunk
- Anna Padts Unzucht mit dem Kehrwisch. Saarbrücken 1978, 1980, 1983
- Becca kommt wieder. Bayerischer Rundfunk 1982, 1987; Südwestfunk 1982; Deutschlandfunk 1982; Südfunk Stuttgart 1983, 1989; Hessischer Rundfunk 1982; Saarländischer Rundfunk 1983; Radio Bremen 1983
- Retter der Armen. Sender Freies Berlin 1984; Südwestfunk 1984, 1986; Schweizer Rundfunk Zürich 1984